# バラ色の未来
『バラ色の未来』（バラいろのみらい）は、2006年6月7日に発売された森昌子の51枚目のシングル。

## 解説
昨年2005年4月に森進一との離婚後、森の歌手復帰シングル第1弾となる。
2006年5月11日、東京都内で開催された激励会で歌唱。シングル発売当日、6月7日放送の『ザ・ワイド』（日本テレビ系列）で生歌をテレビ初披露した。
2006年6月19日付のオリコンウィークリーシングルチャートで初登場14位、初動売上は1万3000枚。森の同チャートでのトップ20入りは、1976年7月12日付で「夕笛の丘」が達成して以来30年ぶりで、同チャートによる初動記録としては「夕笛の丘」の初登場21位、初動売上1万1000枚をそれぞれ更新し、自己最高となった。
2006年7月3日付のオリコン演歌・歌謡チャートで、登場3週目にして首位を獲得した。森の同チャートでの首位獲得は、1973年10月15日付で「白樺日記」が達成して以来32年9か月ぶりとなった。
同曲で2006年末の「第57回NHK紅白歌合戦」への出場も果たし、2001年末の「第52回NHK紅白歌合戦」以来、5年ぶり15回目の紅白出演となった。但し、2007年末の「第58回NHK紅白歌合戦」以降は出場しておらず、現時点でこれが森にとって最後の紅白出演となっている。

## 収録曲
- 両楽曲共に、作詞：なかにし礼／作曲：浜圭介／編曲：萩田光雄

1. バラ色の未来（3分43秒）
2. 私の愛し方（5分5秒）
3. バラ色の未来（オリジナル・カラオケ）（3分43秒）
4. 私の愛し方（オリジナル・カラオケ）（5分3秒）